# Włośnianka wrzecionowatotrzonowa
Włośnianka wrzecionowatotrzonowa (Hebeloma fusipes Bres.) – gatunek grzybów należący do rodziny pierścieniakowatych (Strophariaceae).

## Systematyka i nazewnictwo
Pozycja w klasyfikacji według Index Fungorum: Hebeloma, Strophariaceae, Agaricales, Agaricomycetidae, Agaricomycetes, Agaricomycotina, Basidiomycota, Fungi.
Po raz pierwszy opisał go w 1892 r. Giacomo Bresàdola. Według Index Fungorum jest to takson niepewny. Synonim: Hebelomatis fusipes (Bresadola) Locquin 1979. Polską nazwę nadał Władysław Wojewoda w 2003 r.

## Morfologia
Kapelusz o barwie od białej przez kremową do brązowej. Blaszki początkowo kremowe, potem brązowe. Trzon kremowy, brązowy. Zapach owocowy.

## Występowanie i siedlisko
Podano stanowiska w niektórych krajach Europy. W Polsce stanowiska tego gatunku podała Anna Bujakiewicz w 1922 r. oraz Stokłosa i inni w 2019 r.
Naziemny grzyb mykoryzowy występujący w lasach liściastych.